# Cyathicula littoralis
Cyathicula littoralis är en svampart som beskrevs av Graddon 1977. Cyathicula littoralis ingår i släktet Cyathicula och familjen Helotiaceae.   Inga underarter finns listade i Catalogue of Life.